# Edgar al Angliei
Edgar Pașnicul (n. 943 d.Hr., Wessex – d. 8 iulie 975 d.Hr., Winchester, Regatul Angliei) a fost regele Angliei din 959 până în 975. Edgar a fost fiul cel tânăr al lui Edmund I. Edgar este cunoscut ca fiind primul conducător al Angliei consolidate.

## Ascensiunea
Edgar a fost fiul lui Edmund I și a soției sale, Elfgiva, fiind nepotul lui Eduard cel Bătrân, strănepotul lui Alfred cel Mare, stră-strănepotul lui Ethelwulf de Wessex și stră-stră-stră nepotul de Egbert de Wessex. La moartea regelui Edmund în 946, unchiul lui Edgar, regele Edred a condus până în 955. Edred, a fost urmat la rândul său de nepotul lui, Edwy, fratele mai mare a lui Edgar.
Edwy nu a fost un rege popular și domnia sa a fost marcată de un conflict cu nobilii și cu biserica, în principal cu Dunstan și cu Arhiepiscopul Odo. În 957, marii seniori din Mercia și Northumbria și-au schimbat loialitatea către Edgar. Un conclav al nobililor l-au susținut pe Edgar pentru a fi rege la nordul Tamisei. Odată cu moartea lui Edwy în octombrie 959, Edgar și-a consolidat explorările sale din Wessex, deținute anterior de către fratele său.

## Domnia
Prima acțiune a lui Edgar a fost să-și amintească de Dunstan care se afla în exil, făcându-l Episcop de Worcester, apoi Episcop de Londra și mai târziu Arhiepiscop de Canterbury. Dunstan a rămas consilierul lui Edgar pe tot parcursul domniei sale. În timp ce Edgar nu fusese un om deosebit de pașnic, domnia sa a fost una liniștită. Regatul Angliei a fost bine stabilit și Edgar a consolidat unitatea politică realizată de către predecesorii săi. Până la sfârșitul domniei sale, Anglia a fost suficient de unificată astfel încât era puțin probabil să revină la starea de dezbinare între regatele rivale, așa cum s-a întâmplat sub domnia lui Eadred. 
Edgar a fost încoronat la Bath și uns cu soția sa, Ælfthryth, stabilind un precedent pentru încoronarea unei regine în Anglia. Încoronarea lui Edgar nu a avut loc până în 973, într-o ceremonie imperială, iar acest serviciu a fost făcut de către Dunstan, sărbătorindu-se cu un poem din Cronica anglo-saxonă, constituind baza ceremoniei de încoronare britanică de astăzi.
Încoronarea simbolică a fost un pas important. Alți regi ai Marii Britanii au venit și și-au arătat supunerea în fața lui Edgar la scurt timp după aceea, la Chester. Șase regi din Marea Britanie, inclusiv regele Scoției și regele Strathclyde, au promis credință și i-au jurat să-l însoțească atât pe mare cât și pe uscat. 

## Decesul și moștenirea
Edgar a murit la 8 iulie 975 la Winchester și a fost îngropat la Abația Glastonbury. El a lăsat doi fii, cel mare fiind Eduard, care a fost, probabil, fiul nelegitim conceput cu Æthelflæd, și Ethelred cel Neinspirat, conceput cu soția sa, Ælfthryth. El a fost urmat la tron de către Eduard. Edgar a avut și o fiica nelegitimă, care a devenit mai târziu stareță la Wilton.  